# Reacțiune
Așa cum afirmă al III-lea principiu al mecanicii din mecanica clasică, toate forțele apar în perechi, astfel încât atunci când un corp acționează asupra altui corp cu o forță, numită de acțiune, cel de-al doilea corp acționează și el asupra primului cu o forță, numită de reacțiune, de aceeași mărime și direcție, dar de sens contrar. Care dintre cele două forțe este acțiunea și care este reacțiunea este arbitrar. Oricare dintre cele două poate fi considerată acțiune, cealaltă fiind reacțiunea asociată.

## Exemple

### Interacțiunea cu solul
Când ceva exercită o forță asupra solului (sau suportului pe care se află), acesta va împinge înapoi cu forță egală, în sens opus. În anumite domenii ale fizicii aplicate, cum ar fi biomecanica, această forță este numită „forța de reacțiune a solului”; forța exercitată de obiectul pe sol este privită ca „acțiune”.
Când o persoană vrea să sară, ea exercită o forță suplimentară în jos pe sol („acțiune”). Simultan, solul exercită o forță în sus asupra persoanei („reacțiune”). Dacă această forță în sus este mai mare decât greutatea persoanei, aceasta va duce la o accelerație ascendentă. 
La fel, roțile care se învârtesc ale unui vehicul încearcă să alunece înapoi pe sol. Dacă terenul nu este alunecos, rezultă o pereche de forțe de frecare: „acțiunea” roții pe sol în direcția înapoi și „reacțiunea” solului asupra roții în direcția înainte. Această forță propulsează vehiculul înainte.

### Forțe gravitaționale

Două corpuri asemănătoare cu Soarele și Pământul, adică foarte diferite ca masă; + marchează centrul de masă

Pământul, printre alte planete, orbitează în jurul Soarelui deoarece Soarele exercită o atracție gravitațională care acționează ca o forță centripetă⁠(d), ținând Pământul lângă el, care altfel s-ar îndepărta în spațiu. Dacă atracția Soarelui este considerată o acțiune, atunci Pământul exercită simultan o reacțiune ca o atracție gravitațională asupra Soarelui. Tracțiunea Pământului are aceeași mărime ca și a Soarelui, dar în direcția opusă. Deoarece masa Soarelui este mult mai mare decât cea a Pământului, Soarele nu pare să reacționeze la atracția Pământului, dar de fapt o face, așa cum se arată în animație (care nu este la scară). Un mod corect de a descrie mișcarea combinată a ambelor obiecte (ignorând pe moment toate celelalte corpuri cerești) este să se spună că ambele orbitează în jurul centrului de masă, denumit în astronomie baricentrul ansamblului.

### Masă suspendată
Orice masă de pe Pământ este trasă în jos de forța gravitației Pământului; această forță se mai numește și greutatea ei. „Reacțiunea” corespunzătoare este forța gravitațională pe care masa o exercită asupra planetei.
Dacă obiectul este susținut astfel încât să rămână în repaus, de exemplu este susținut de un fir, sau de o suprafață aflată dedesubt, sau de un lichid în care plutește, există și o forță în sus (forța de întindere din fir, forța normală pe suport, respectiv forța arhimedică). Conform celui de al III-lea principiu, această forță este „egală și opusă”. Însă nu din cauza celui de al III-lea principiu, ci pentru că obiectul rămâne în repaus, astfel încât forțele trebuie să se echilibreze. 
La această forță de sprijin există și o „reacțiune”: obiectul trage în jos de firul de susținere sau împinge în jos pe suprafața suportului sau asupra lichidului. În acest caz, există patru forțe de mărime egală:
- F1. Forța gravitațională a solului asupra obiectului (în jos).
- F2. Forța gravitațională a obiectului asupra solului (în sus).
- F3. Forța firului/suportului asupra obiectului (în sus).
- F4. Forța obiectului asupra firului/suportului (în jos).

Forțele F1 și F2 sunt egale ca urmare a principiului al III-lea, la fel sunt și forțele F3 și F4.
Forțele F1 și F3 sunt egale dacă și numai dacă obiectul este în echilibru și asupra lui nu acționează și alte forțe. (Asta nu are vreo legătură cu principiul al III-lea.)

### Masă suspendată de un arc
Dacă o masă este suspendată de un arc se aplică considerațiile anterioare. Totuși, dacă acest sistem este perturbat (de exemplu masa primește o ușoară lovitură în sus sau în jos), masa începe să oscileze în sus și în jos. Din cauza acestor accelerații (și decelerații ulterioare), din al doilea principiu al mecanicii se trage concluzia că rezultanta este responsabilă pentru modificarea observată a vitezei. Forța gravitațională care trage în jos masa nu mai este egală cu forța elastică ascendentă a arcului. În terminologia din secțiunea precedentă, F1 și F3 nu mai sunt egale. Însă F1 = F2 și F3 = F4, conform celui de-al III-lea principiu.

## Neînțelegeri

### Cauză și efect
Termenii „acțiune” și „reacțiune” sugerează o relație de cauzalitate, cum că „acțiunea” ar fi cauza, iar „reacțiunea” ar fi efectul. Prin urmare, este ușor să se presupună că a doua forță este acolo din cauza primei și chiar să acționeze la câtva timp după prima. Acest lucru este incorect; forțele sunt perfect simultane și există din același motiv.
Când forțele sunt cauzate de voința unei persoane (de exemplu, un jucător de fotbal lovește o minge), această cauză volițională duce adesea la o interpretare asimetrică, în care forța jucătorului asupra mingii este considerată „acțiune” și forța mingii asupra jucătorului „reacțiune”. Însă din punct de vedere fizic, situația este simetrică. Forțele asupra mingii și jucătorului sunt ambele o pereche de forțe de contact (în cele din urmă din cauza respingerii electrice). Faptul că această apropiere este cauzată de o decizie a jucătorului nu are nicio legătură cu analiza fizică. În ceea ce privește fizica, etichetele „acțiune” și „reacțiune” pot fi inversate.

### „Egale și opuse”
O problemă observată frecvent este că persoanele tind să aplice al III-lea principiu perechilor de forțe „egale și opuse” care acționează asupra aceluiași obiect.
Acest lucru este incorect, al III-lea principiu se referă la forțe aplicate asupra a două obiecte diferite. Dacă un obiect stă pe un suport, el este supus unei forțe gravitaționale. Deoarece obiectul nu se mișcă, rezultă că suportul acționează asupra obiectului cu o forță „egală și opusă”, însă aceste forțe acționează ambele asupra obiectului, deci nu sunt forțe de acțiune-reacțiune în sensul celui de al III-lea principiu. Forțele reale de acțiune-reacțiune sunt greutatea obiectului și forța gravitațională a obiectului asupra Pământului. Obiectul împinge și în jos pe suport, iar suportul împinge în sus obiectul, suportul și obiectul fiind obiecte diferite. Cauza acestei neînțelegeri este faptul că adesea al III-lea principiu este enunțat simplificat: Pentru fiecare acțiune există o reacțiune egală și opusă, omițând precizarea că aceste forțe se aplică la două obiecte diferite. Mai mult, logica comună dimensionează suportul în funcție de greutatea obiectului pus pe el, ceea ce sugerează o falsă relație cauză-efect între acțiune și reacțiune, relația cauză-efect datorându-se echilibrului obiectelor, nu celui de al III-lea principiu.